# カーペットニシキヘビ
カーペットニシキヘビ（Morelia spilota）は、有鱗目ニシキヘビ科オマキニシキヘビ属に分類されるヘビ。別名カーペットパイソン。

## 分布
インドネシア（ニューギニア島南部）、中部・西部の砂漠地帯を除くオーストラリア、パプアニューギニア（ニューギニア島南部）

## 形態
ミドリニシキヘビを除く同属他種と比較して、頭部背面の鱗が細かい。吻端板から第2 - 3上唇板にかけてと、6 - 8枚の下唇板にピット（赤外線感知器官）が発達する。下唇板のピットは眼の少し前から後方にかけての下唇板にある。

## 分類
Sebaによる1735年の絵画図を模式標本としたColuber argus Linnaeus, 1758を本種（基亜種）とする説もあったが、Seba(1735)のアフリカ産という記述・頭部の鱗列（架空のヘビか、ヘラルドヘビの幼蛇とされる）・1735年には西洋人は東オーストラリアに到達していないことから否定する説が有力とされる。
セントラルニシキヘビMorelia bredliを本種の亜種とする説もあるが、分布域が接しないことや形態から別種とする説が有力とされる。
2003年現在でも基亜種や亜種セイナンカーペットニシキヘビを除いて多くの個体を用いた比較検討が行われておらず分類は混沌としており、以下の亜種の分布域をとっても文献ごとに異なっていることもある。Well & Wellingtonによる模式標本が1つのみで詳細な記述もないまま記載された亜種が多く含まれるなどの問題も多い。本種に限らずICZNに対してWell & Wellingtonによる学名を無効とするべきという提案がされた例もあるが、命名規約上は有効とされている。本種は個体変異が大きいがその原因として後述する害獣駆除のための人為的移入により、遺伝子撹乱が引き起こされていると考えられている。
以下の亜種M. s. harrisoniを除く分類・和名・英名・分布・形態は鳥羽(2003)に従う。
Morelia spilota spilota (Lacepede, 1804) ダイヤモンドニシキヘビ Diamond python
ニューサウスウェールズ州沿岸部
最大全長312センチメートル。胴体中央部の斜めに列になった背面の鱗の数（体列鱗数）は49。総排出口までの腹面にある幅の広い鱗の数（腹板数）は261 - 280。総排出口から後部の鱗の数（尾下板数）は71 - 85。前額板は左右に2枚ずつある。体色は暗色で、黄白色の斑紋（菱形になる個体もあり）と斑点が入る。
Morelia spilota cheynei Well & Wellington, 1984 ジャングルカーペットニシキヘビ Jungle carpet python（キタカーペットニシキヘビのシノニムとする説もあり）
クイーンズランド州のアサートン高原周辺
最大全長約250センチメートル。鱗列は2個体の例だが体列鱗数は45と49。腹板数は266と271。尾下板数は82（1個体）。前額板は左右に1枚ずつの大型鱗と、その後方の小型鱗からなる。鼻板には鼻孔から後方にかけて窪みや切れこみが入る。体色は黄色がかり、黒や暗褐色の明瞭な斑紋が入る。
Morelia spilota harrisoni Hoser, 2000
ニューギニア島
ニューギニア島の個体群を分割し、独立種Morelia harrisoniとして記載された。一方で記載論文が記載者による自費出版に近い著書に掲載されていること、詳細な記述や比較がないことから記載者の分類に対しての問題も指摘されている。
Morelia spilota imbricata (L. A. Smith, 1981) セイナンカーペットニシキヘビ Southwestern carpet python
オーストラリア（西オーストラリア州南西部）
最大全長240センチメートル。体型は太短い。体列鱗数は41 - 49。腹板数は239 - 276。尾下板数は63 - 82。前額板は左右に2枚ずつあり、後部の前額板は小型。鼻孔の開口する鱗（鼻板）に窪みや切れこみが入らない。下半身の鱗は重なる傾向がある。頭部や胴体の斑紋が不明瞭で、胴体前方の体側面に縦縞が入る。
Morelia spilota mcdowelli Well & Wellington, 1984 トウホクカーペットニシキヘビ Costal carpet python（キタカーペットニシキヘビのシノニムとする説もあり）
オーストラリア北東部、ニューギニア島南部（亜種M. s. harrisoniにあたる）
最大全長427センチメートルと最大亜種。体列鱗数は40 - 60。腹板数は254 - 300。尾下板数は71 - 90。前額板は左右に1枚ずつで、その後方に細かい鱗が並ぶ個体もいる。鼻板には鼻孔から後方にかけて窪みや切れこみが入る。
Morelia spilota metcalfei Well & Wellington, 1985 ナイリクカーペットニシキヘビ Inland carpet python（キタカーペットニシキヘビのシノニムとする説もあり）
クイーンズランド内陸部、ニューサウスウェールズ州内陸部、ビクトリア州北部、南オーストラリア州沿岸部
全長180センチメートル。前額板は左右に1 - 2枚ずつあり、大型でない個体が多い。鼻間板寄りに鼻孔が開口する。鼻孔から鼻間板へ沿って後方に窪みがあるが、鼻孔の後方に窪みや切れ込みは入らない。暗色の細い横縞が入るが、斜めに帯模様が入ったり帯模様が繋がり網目状になる個体もいる。体側面全体に縦縞が入る。
Morelia spilota variegata Gray, 1842 キタカーペットニシキヘビ Northwestern carpet python
オーストラリア北部（クイーンズランド北西部以西）
最大全長2メートル。体列鱗数は46 - 49。腹板数は259 - 294。尾下板数は81 - 91。前額板は左右に1枚ずつの大型鱗と、その後方の小型鱗からなる。後頭部の鱗は他亜種と比較すると大型。鼻板には鼻孔から後方に窪みや切れこみが入る。体色は黄色や褐色で、暗色の横縞が60 - 70本入る。

## 生態
森林やサバンナを含む草原などの様々な環境に生息する。森林では樹上棲。
基亜種の幼蛇は、哺乳類、鳥類、爬虫類などを食べるが、成長に伴い哺乳類を食べる割合が大きくなる。
繁殖様式は卵生。

## 人間との関係
採取・購入した個体を農場で放ち害獣駆除に用いられることもあった。
農地開発や過放牧などによる生息地の破壊により、生息数は減少しているが絶滅のおそれは低いと考えられている。ペット用の採集も行われているが、野生個体の採集は小規模であり影響は小さいと考えられている。ワシントン条約発効時の1975年にはボア科単位で、1977年にはニシキヘビ科単位でワシントン条約附属書IIに掲載されている。
M. s. imbricata セイナンカーペットニシキヘビ
LOWER RISK - Near Threatened (IUCN Red List Ver. 2.3 (1994))
ペットとして飼育されることもあり、日本にも輸入されている。インドネシアから野生個体が流通する。主な生息地であるオーストラリアは国内に生息する野生動物の輸出を禁止しているため、禁止される以前に輸出された個体に由来する飼育下繁殖個体も流通する。亜種間雑種と思われる個体も多く流通している。床材としてメンテナンス性を重視し新聞紙やキッチンペーパーなどを敷く。ケージ内には全身が漬かれる水容器を設置する。餌としては大きさにあわせたマウスを与える。

## 画像

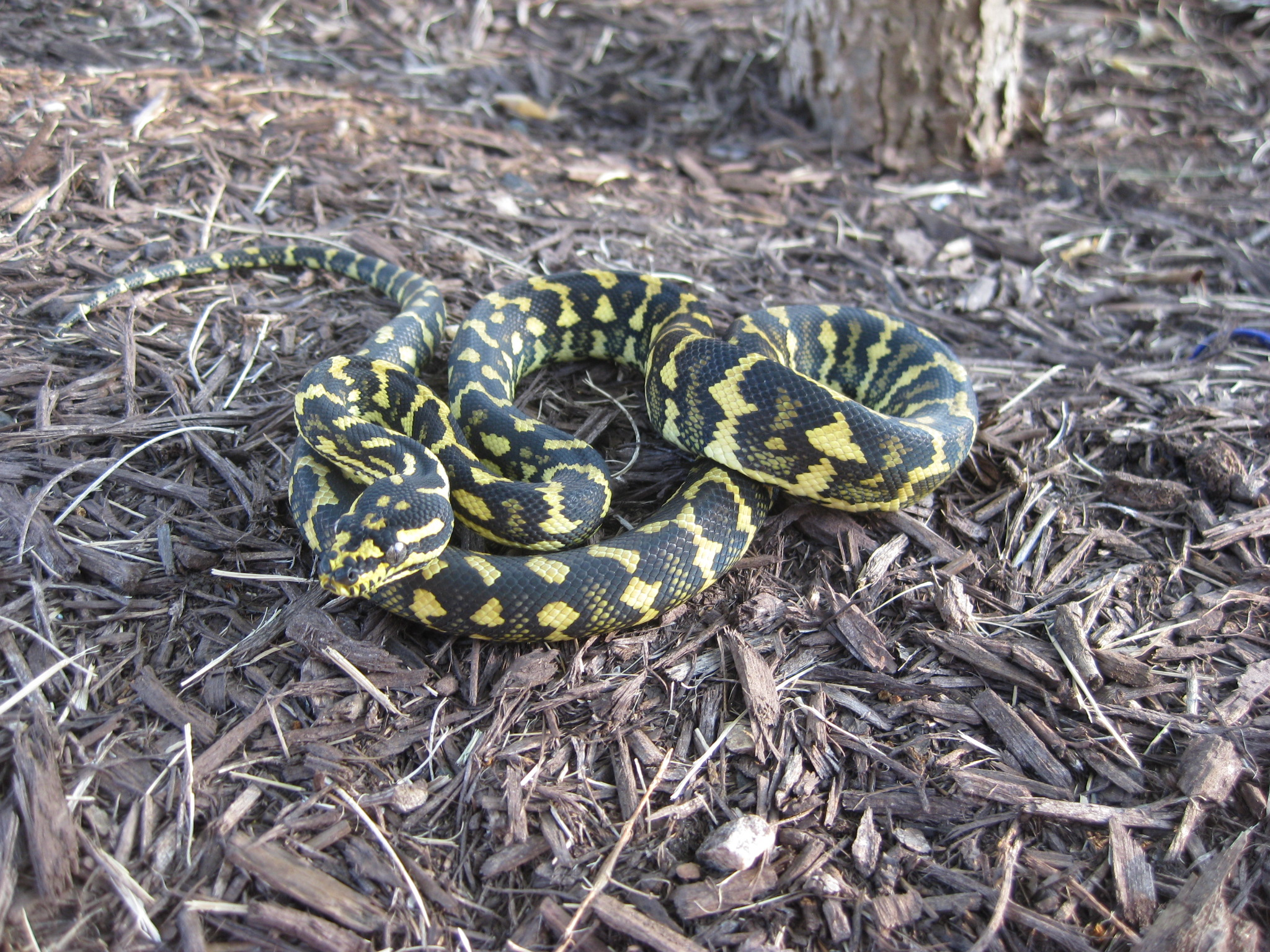
ジャングルカーペットニシキヘビ M. s. cheynei
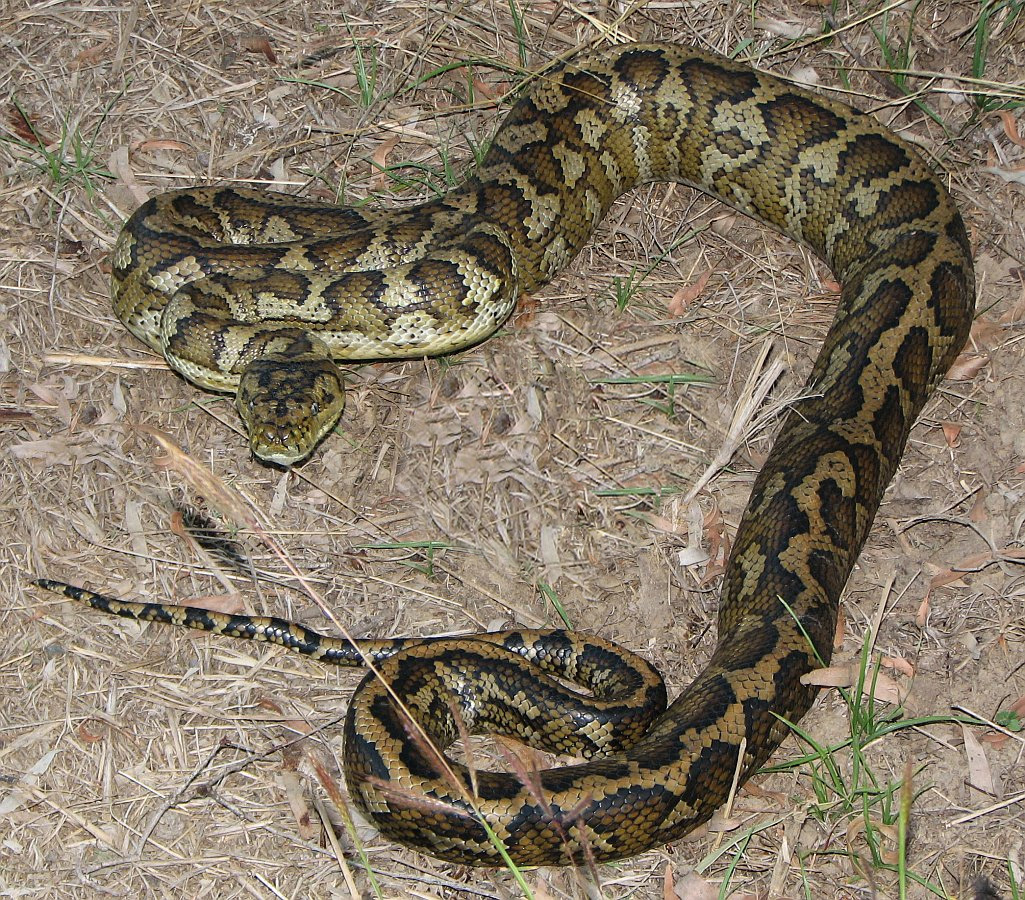
トウホクカーペットニシキヘビ M. s. mcdowelli
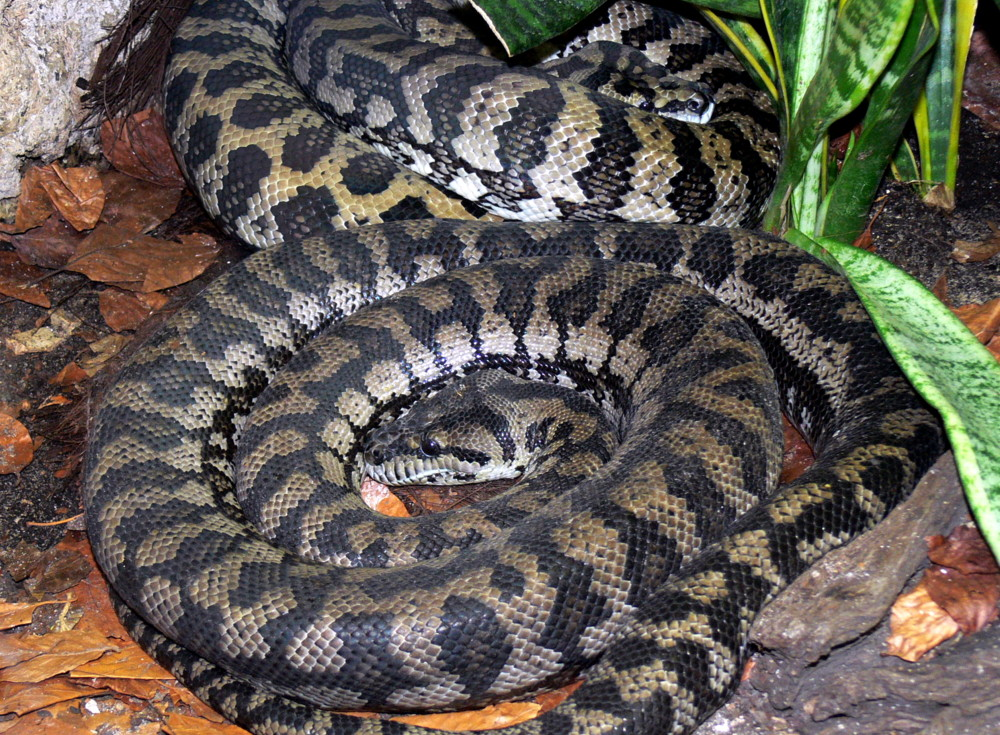
キタカーペットニシキヘビ M. s. variegata